# Кампилий
Кампилий (лат. Campylium) — род листостебельных мхов семейства Амблистегиевые. Нежные или относительно мощные, образующие зелёные, желтоватые, коричневатые или золотистые дерновинки, напочвенные или болотные мхи малого и среднего размера. 
Стебли ползучие или прямостоячие, перистоветвящиеся, иногда почти пучковидно или вильчато ветвящиеся. Обычно без парафиллий. Гиалодерма и центральный пучок отсутствуют, ризоиды слегка или сильно разветвлённые, гладкие или слегка бородавчато-папиллозные.
Листья размером 1—4,6 мм, яйцевидные или яйцевидно-ланцетные, с отклонённой, оттопыренной или отогнутой длинной желобчатой верхушкой. Обычно с коричневатыми маленькими ушками и тонкой жилкой, доходящей до середины или до верхушки листа. Иногда жилка вильчатая и очень короткая или отсутствует. Клетки листа узкие, прозенхимные, в ушках на основании листа квадратные.
Коробочка наклонённая или горизонтальная, почти цилиндрическая, согнутая. Сухая коробочка — сильно согнутая, под устьем суженная. Крышечка остроконическая или тупоконическая.
Описано 62 вида, приняты 24 вида. Распространены в Евразии, Северной и Южной Америке, Новой Зеландии, островах Атлантики. Кампилий встречается в более или менее богатых минералами водно-болотных угодьях, в основном увлажнённых или влажных.
В России примерно 10 видов.

## Виды
- Campylium byssirameum (Müll. Hal. & Kindb.) Paris
- Campylium campylophylloides (Ando & N. Nishim.) N. Nishim.
- Campylium chrysophyllum (Brid.) Lange
- Campylium elodes (Lindb.) Kindb.
- Campylium fitz-geraldii (Renauld) Kindb.
- Campylium halleri (Sw. ex Hedw.) Lindb.
- Campylium hispidulum (Brid.) Mitt.
- Campylium husnotii (Schimp.) Broth.
- Campylium insubricum (Farneti) Dixon
- Campylium longicuspis (Lindb. & Arnell) Hedenas
- Campylium polygamum (Schimp.) C.E.O. Jensen
- Campylium polymorphum (Hedw.) Pilous
- Campylium pseudochrysophyllum (Warnst.) Reimers
- Campylium pseudocomplexum (Kindb.) Broth.
- Campylium radicale (P. Beauv.) Grout
- Campylium riparium (Hedw.) Loeske
- Campylium rufo-chryseum (Schimp. ex Besch.) Broth.
- Campylium serratifolium (Cardot) Herzog & Nog.
- Campylium sommerfeltii (Myrin) Lange
- Campylium squarrosulum (Besch.) Kanda
- Campylium stellatum (Hedw.) C.E.O. Jensen
- Campylium subdecursivulum (Kindb.) Kindb.
- Campylium tenerum (Broth.) N. Nishim.
- Campylium zemliae (C.E.O. Jensen) C.E.O. Jensen